# John Jenkins (giocatore di football americano)
Johnathan Jenkins (Meriden, 11 luglio 1989) è un giocatore di football americano statunitense che milita nel ruolo di nose tackle per i Baltimore Ravens della National Football League (NFL). Fu scelto nel corso del terzo giro (82º assoluto) del Draft NFL 2013 dai New Orleans Saints.Al college ha giocato a football all'Università della Georgia.

## Carriera

### New Orleans Saints
Jenkins era considerato uno dei migliori defensive tackle selezionabili nel Draft NFL 2013 e fu scelto nel corso del terzo giro dai New Orleans Saints. Debuttò come professionista nella vittoria della settimana 1 contro gli Atlanta Falcons mettendo a segno 2 tackle. La sua stagione da rookie terminò con 21 tackle disputando tutte le 16 partite, di cui 5 come titolare. Nella successiva fece registrare 30 tackle e il suo primo sack in carriera nel penultimo turno su Jay Cutler dei Chicago Bears.
Fu svincolato dai Saints il 9 novembre 2016.

### Seattle Seahawks
Il 16 novembre 2016 Jenkins firmò per i Seattle Seahawks.

### Chicago Bears
Il 17 marzo 2017 Jenkins firmò con i Chicago Bears. In stagione giocò 8 partite.
Il 17 aprile 2018 Jenkins firmò per un altro anno con i Bears. Fu svincolato il 1º settembre 2018.

### New York Giants
Il 4 settembre 2018 Jenkins firmò per i New York Giants.
Il 13 maggio 2019 Jenkins rifirmò per i Giants. Fu svincolato il 31 agosto 2019.

### Miami Dolphins
Il 2 settembre 2019 Jenkins firmò un contratto annuale con i Miami Dolphins.

### Chicago Bears (2º periodo)
Il 28 aprile 2020 Jenkins tornò ai Bears firmando un contratto annuale. Il 30 luglio 2020 fu spostato nella lista riserve/COVID-19 e reinserito in squadra quattro giorni dopo. Il 24 settembre fu spostato nella lista riserve/infortunati e tornò disponibile il 16 ottobre 2020.

### Miami Dolphins (2º periodo)
Jenkins tornò a giocare con i Dolphins firmando per la squadra di Miami il 2 aprile 2021. Jenkins rifirmò per un'altra stagione il 7 aprile 2022.

### Las Vegas Raiders
Il 24 marzo 2023 Jenkins firmò con i Las Vegas Raiders. Nel quindicesimo turno, nel giorno in cui i Raiders segnarono un record di franchigia di 63 punti contro i Los Angeles Chargers, Jenkins mise a referto il suo primo touchdown in carriera ritornando in metà un fumble forzato da Malcolm Koonce sul rookie Easton Stick. Chiuse l'annata con le migliori statistiche fin lì ottenute in carriera, facendo 17 presenze, tutte da titolare, con all'attivo 61 tackle, un sack, un fumble forzato, quattro passaggi deviati e un touchdown.
Il 18 marzo 2024 Jenkins firmó per un altro anno con i Raiders. Giocò tutte le 17 gare della stagione 2024 della squadra di Las Vegas da titolare, mettendo a tabellino complessivamente 46 tackle, un sack e due passaggi deviati.

### Baltimore Ravens
Il 20 maggio 2025 Jenkins firmò con i Baltimore Ravens.

## Statistiche

### Stagione regolare
| Stagione | Stagione | Stagione | Stagione | Difesa  | Difesa  | Difesa  | Difesa | Difesa | Difesa  |
| Anno     | Squadra  | P        | PT       | T. tot. | T. sol. | T. ass. | Sack   | Int.   | Fmb. F. |
| -------- | -------- | -------- | -------- | ------- | ------- | ------- | ------ | ------ | ------- |
| 2013     | N0       | 16       | 5        | 21      | 13      | 8       | 0      | 0      | 0       |
| 2014     | N0       | 12       | 4        | 30      | 20      | 10      | 1,0    | 0      | 0       |
| 2015     | N0       | 14       | 12       | 49      | 23      | 26      | 0,5    | 0      | 1       |
| 2016     | N0       | 7        | 1        | 10      | 6       | 4       | 0      | 0      | 0       |
| 2016     | SEA      | 2        | 0        | 3       | 0       | 3       | 0      | 0      | 0       |
| 2017     | CHI      | 8        | 1        | 8       | 5       | 3       | 0      | 0      | 0       |
| 2018     | CHI      | 0        | 0        | 0       | 0       | 0       | 0      | 0      | 0       |
| 2018     | NYG      | 7        | 0        | 0       | 0       | 0       | 0      | 0      | 0       |
| 2019     | NYG      | 0        | 0        | 0       | 0       | 0       | 0      | 0      | 0       |
| 2019     | MIA      | 16       | 5        | 34      | 20      | 14      | 1,0    | 0      | 0       |
| 2020     | CHI      | 11       | 0        | 21      | 7       | 14      | 0      | 0      | 0       |
| 2021     | MIA      | 7        | 2        | 16      | 10      | 6       | 0      | 0      | 0       |
| 2022     | MIA      | 16       | 0        | 20      | 8       | 12      | 0      | 0      | 0       |
| 2023     | LV       | 17       | 17       | 61      | 24      | 37      | 1,0    | 0      | 0       |
| 2024     | LV       | 17       | 17       | 46      | 13      | 33      | 1,0    | 0      | 0       |
| Totale   | Totale   | 150      | 64       | 319     | 149     | 170     | 4,5    | 0      | 1       |

### Play-off
| Stagione | Stagione | Stagione | Stagione | Difesa  | Difesa  | Difesa  | Difesa | Difesa | Difesa  |
| Anno     | Squadra  | P        | PT       | T. tot. | T. sol. | T. ass. | Sack   | Int.   | Fmb. F. |
| -------- | -------- | -------- | -------- | ------- | ------- | ------- | ------ | ------ | ------- |
| 2013     | N0       | 2        | 0        | 5       | 5       | 0       | 1,0    | 0      | 0       |
| 2016     | SEA      | 1        | 0        | 1       | 1       | 0       | 0,0    | 0      | 0       |
| 2020     | CHI      | 1        | 0        | 1       | 1       | 0       | 0,0    | 0      | 0       |
| 2022     | MIA      | 1        | 0        | 1       | 1       | 0       | 0,0    | 0      | 0       |
| Totale   | Totale   | 5        | 0        | 8       | 8       | 0       | 1,0    | 0      | 0       |

Fonte: Football Database
In grassetto i record personali in carriera — Statistiche aggiornate alla stagione 2024